# Coelho Neto
Coelho Neto, brazilski pisatelj, politik, novinar, pedagog in akademik, * 21. februar 1864, Maranhão, † 28. november 1934, Rio de Janeiro.
Neto, sin Portugalca in staroselske Brazilske, je bil minister v Vladi Rio de Janeira in predsednik Brazilske akademije književnosti.